# Adalbert John Volck
Adalbert John Volck ou Adalbert Johann Volck (14 avril 1828 à Augsbourg - 26 mars 1912 à Baltimore) est un chimiste, dentiste et artiste américain d'origine allemande, particulièrement connu pour ses caricatures pro-sudistes. Il fit ses études à Nuremberg et Munich avant de fuir le royaume de Bavière en raison de son implication dans la Révolution de 1848. Il émigra tout d'abord à Saint-Louis, puis partit en Californie, avant de s'installer à Baltimore où il pratiqua comme dentiste. Pendant la guerre de Sécession, il devint un célèbre caricaturiste sudiste.

## Publications
- Confederate war etchings. Philadelphie, Porter & Coates, 1882. (OCLC 30876745)
- Sketches from the Civil War in North America. 1865. (OCLC 27903983)